# 图基诺国家公园
图尔基诺国家公园（Parque Nacional Turquino），又称马埃斯特腊山国家公园（Parque Nacional Sierra Maestra），是古巴圣地亚哥省的一座国家公园。图尔基诺国家公园坐落于马埃斯特腊山区，距关玛50（31英里）。
国家公园的名称来源于1,975（6,480英尺）的古巴最高峰图尔基诺峰， 总面积229.38平方（88.56平方英里）。于1980年1月8日通过27/1980法案建立。